# یوسف‌آباد قوام
یوسف‌آباد قوام، روستایی در دهستان بی‌بی سکینه و از توابع بخش صفادشت شهرستان ملارد در استان تهران ایران است.
جمعیت این روستا براساس سرشماری مرکز آمار ایران در سال ۱۳۸۵، ۴٬۱۵۸ نفر و ۹۹۰ خانوار اعلام شد.